# Divisa Alegre
Divisa Alegre – miasto i gmina w Brazylii, w stanie Minas Gerais. Znajduje się w mikroregionie Salinas.